# دروازه یای انحصاری
| ورودی آ ب | ورودی آ ب | خروجی آ ⊕ ب |
| ۰         | ۰         | ۰           |
| ۰         | ۱         | ۱           |
| ۱         | ۰         | ۱           |
| ۱         | ۱         | ۰           |

نماد دروازهٔ یای انحصاری در استاندارد بین‌المللی

نماد دروازهٔ یای انحصاری در استاندارد انگلیسی

دروازهٔ یای انحصاری (به انگلیسی: XOR gate) یکی از دروازه‌های منطقی است که تنها دو ورودی دارد و تنها زمانی خروجی‌اش یک می‌شود که سطح منطقی ورودی‌هایش یکسان نباشند. رابطهٔ بین ورودی و خروجی این دروازه بر حسب عملگرهای و، یا و وارونگر به صورت زیر خواهد بود:
{\displaystyle Y=A\oplus B=A{\bar {B}}+{\bar {A}}B}

## تراشه‌ها
تراشهٔ ۷۴۸۶ از سری تراشه‌های تی‌تی‌ال ۷۴۰۰ دارای چهار دروازهٔ یای انحصاری دو-ورودی است.